# Jenišovice (zámek, okres Písek)
Jenišovice jsou zámeček, který leží v okresu Písek mezi Milevskem a Dmýšticemi asi 300 metrů od silnice II/102. Patří k části Něžovice (jako čp. 13) města Milevska. Jsou to tři budovy postavené okolo čtvercového dvora. Dvorem prochází cesta, která vede do obce Přeborov, na jižní části je malé jezírko. Jedna z budov je sýpka, druhá chlév a třetí je obytná. Celý komplex je renesanční a pochází ze 17. století.
Původními majiteli byli Přeborští z Něžovic, v 18. století ho dostali Schwarzenbergové. V roce 1918 byly při opravě hromosvodu nalezeny v plechové báni věžičky listiny, podle kterých zde byla v roce 1428 postavena kaple. Kromě kaple zde jihovýchodním směrem býval dvorec a ves. Jenišovice sloužily jako ozdravovna pro nemocné a přestárlé mnichy z nedalekého milevského kláštera. Panský dvorec v 19. století vyhořel a nový byl poté postaven u budovy zámečku. Tvrzení, že zde býval klášter, nejsou doložena. V roce 1924 při provádění pozemkové reformy byl velkostatek rozparcelován a pozemky byly přiděleny občanům z Hrejkovic, Níkovic, Dmýštic a Něžovic.

## Galerie

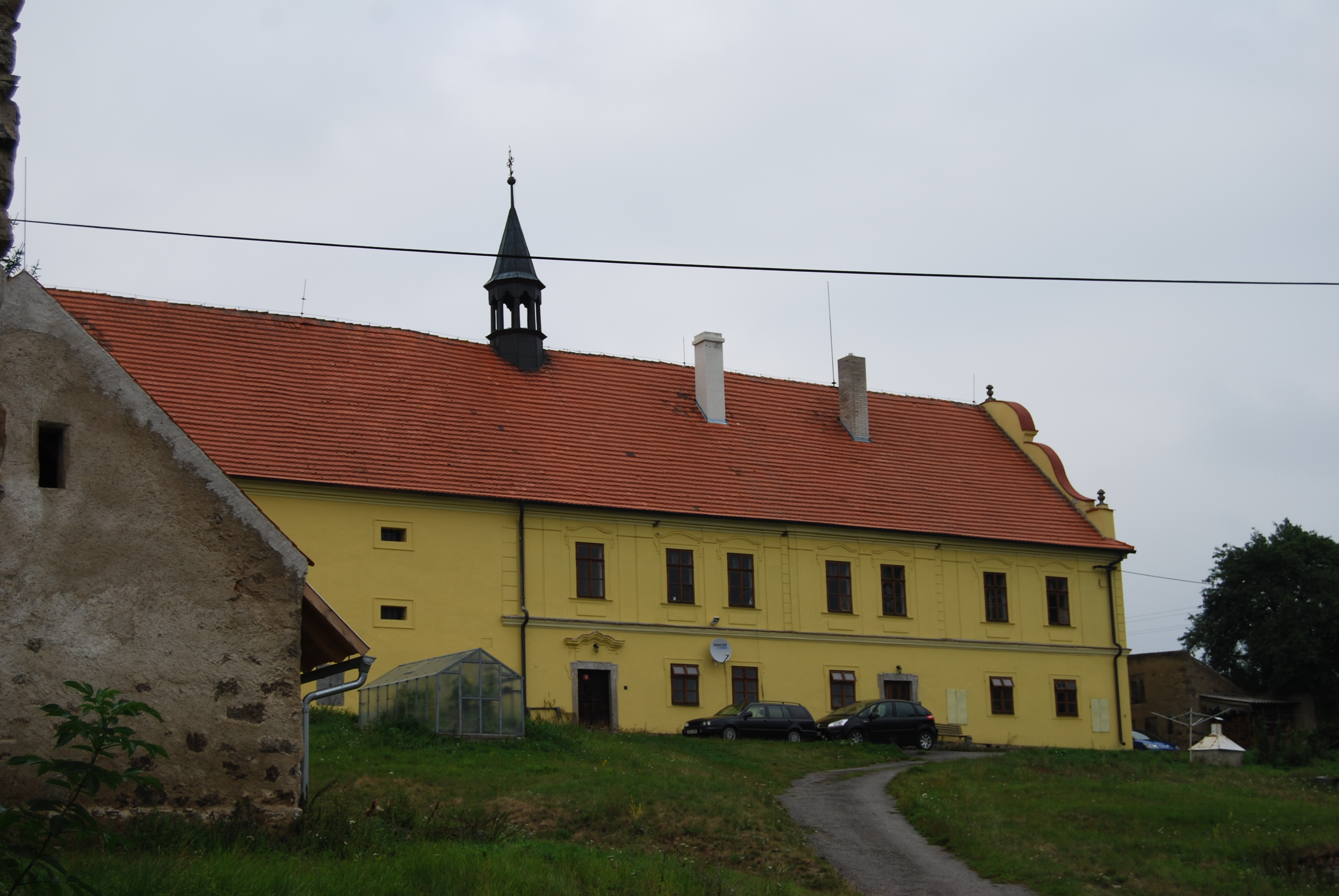
Obytné budovy
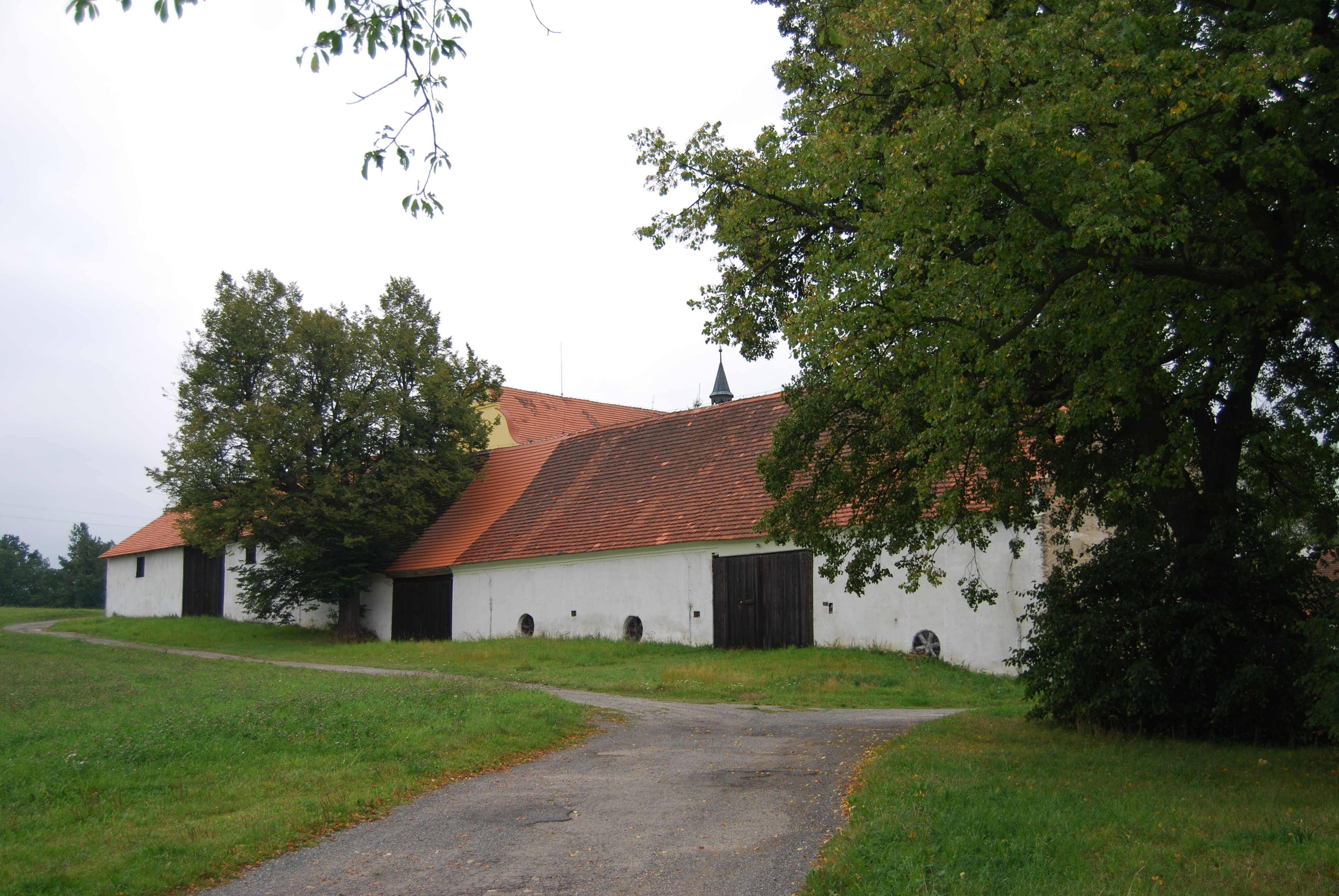
Hospodářské budovy